# Maurine Neuberger

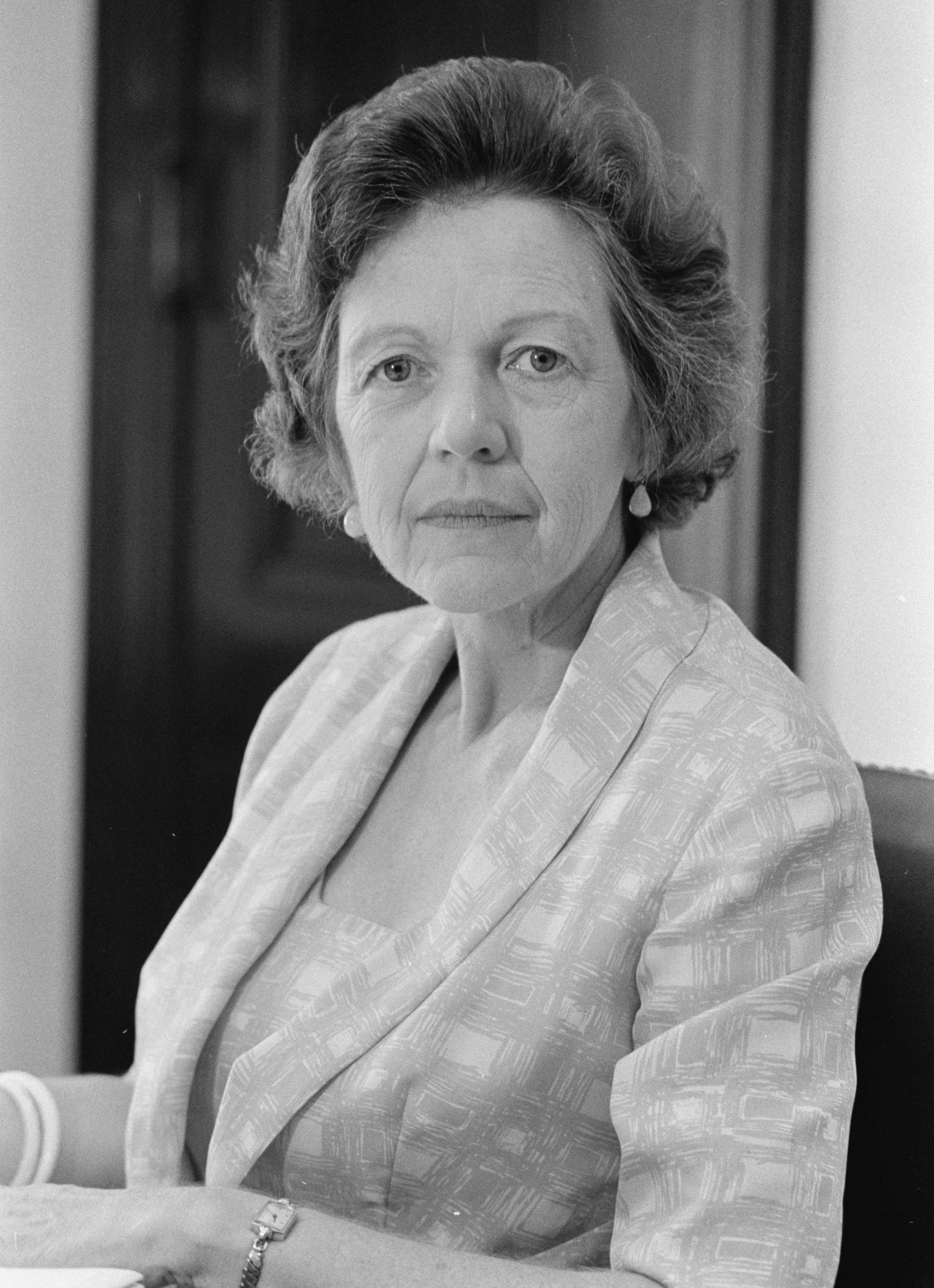
Maurine Brown Neuberger

Maurine Brown Neuberger, född 9 januari 1907 i Cloverdale i Oregon, död 22 februari 2000 i Portland i Oregon, var en amerikansk demokratisk politiker. Hon representerade delstaten Oregon i USA:s senat 1960–1967. Hon var den fjärde kvinnan som valdes till USA:s senat. Hittills är hon den enda kvinnan som valts till den amerikanska senaten från Oregon.
Maurine Brown studerade vid Oregon College of Education, University of Oregon och University of California, Los Angeles. Hon arbetade som lärare i Oregon och gifte sig den 20 december 1945 med Richard L. Neuberger. Makarna Neuberger tjänstgjorde samtidigt i Oregons lagstiftande församling i början av 1950-talet, han i delstatens senat och hon i delstatens representanthus. Richard L. Neuberger representerade Oregon i USA:s senat 1955–1960. Han avled 1960 i en hjärnblödning och Hall S. Lusk blev utnämnd till senaten fram till fyllnadsvalet senare samma år. Maurine Brown Neuberger vann både fyllnadsvalet och valet som gällde den åtföljande sexåriga mandatperioden. Hon skrev sedan en bok om tobaksrökningens följder i samhället, Smoke Screen: Tobacco and the Public Welfare (1963). Hon gifte om sig 1964 med Philip Solomon. Hon efterträddes 1967 som senator av Mark Hatfield.
Efter sin tid i senaten undervisade Neuberger vid Boston University, Harvard University och Reed College. Hon var unitarier och gravsattes på den judiska begravningsplatsen Beth Israel Cemetery i Portland.